# Teilherzogtum
Con il termine tedesco Teilherzogtum si è soliti indicare una porzione (ted.: Teil) di un ducato (Herzogtum), quando quest'ultimo veniva diviso tra i membri della rispettiva famiglia ducale.
Teilherzogtum non ha un corrispettivo in italiano.

## Teilherzogtumtedeschi

### Baviera
- Baviera-Ingolstadt
- Baviera-Landshut
- Baviera-Monaco
- Baviera-Straubing

### Meclemburgo
- Meclemburgo-Güstrow
- Meclemburgo-Schwerin
- Meclemburgo-Stargard
- Meclemburgo-Strelitz

### Pomerania
- Pomerania-Demmin
- Pomerania-Stettino
- Pomerania-Stolp
- Pomerania-Wolgast